# Mark Esper
Mark Thomas Esper (sinh ngày 26 tháng 4 năm 1964)  là một cựu giám đốc điều hành của công ty và cựu quân nhân Hoa Kỳ, ông từng là Bộ trưởng Quốc phòng Hoa Kỳ thứ 27 từ tháng 7 năm 2019 đến tháng 11 năm 2020. Ông cũng từng là Bộ trưởng Lục quân Hoa Kỳ thứ 23 từ năm 2017 đến 2019. Trước khi giữ vị trí hiện tại, ông giữ chức phó chủ tịch quan hệ chính phủ tại Raytheon, một nhà thầu quốc phòng lớn của Mỹ. Trong thời gian làm việc tại Raytheon, Esper đã được The Hill công nhận là nhà vận động hành lang hàng đầu của công ty vào năm 2015  và năm 2016.
Tổng thống Donald Trump tuyên bố vào ngày 18 tháng 6 năm 2019 rằng Esper sẽ trở thành quyền bộ trưởng quốc phòng, kế nhiệm quyền Bộ trưởng Patrick Shanahan. Trước khi Shanahan rút tên khỏi vị trí này, Esper đã được coi là ứng cử viên hàng đầu cho đề cử, nếu mà Thượng viện từ chối xác nhận Shanahan. Esper đảm nhận công việc vào ngày 24 tháng 6 và Trump dự định sẽ đề cử ông phục vụ dài hạn ở cương vị này. Trong khi Esper đang giữ chức vụ quyền Bộ trưởng quốc phòng, về mặt kỹ thuật, ông sẽ giữ được chức danh Bộ trưởng Quân đội.

## Xuất thân
Esper sinh ra ở thành phố Uniontown thuộc quận Fayette tiểu bang Pennsylvania, là con trai của Pauline "Polly" (Reagan) và Thomas Joseph Esper. Cha của ông là một thành viên của Giáo hội Maronite. Ông nội của ông là một người nhập cư từ Liban, và chú của ông là nhà báo chiến tranh George Esper.

## Giáo dục
Esper tốt nghiệp trường trung học Laurel Highlands năm 1982. Ông nhận bằng Cử nhân Khoa học về kỹ thuật từ Học viện Quân sự Hoa Kỳ năm 1986. Esper là một sinh viên trong danh sách của hiệu trưởng tại West Point và nhận giải thưởng Douglas McArthur cho vai trò lãnh đạo. Ông đã nhận bằng thạc sĩ quản trị công tại Trường Chính phủ John F. Kennedy tại Harvard năm 1995 và Tiến sĩ Triết học tại Đại học George Washington năm 2008 

## Sự nghiệp
Esper từng là một sĩ quan bộ binh thuộc Sư đoàn 101 Dù và được triển khai với "Đại bàng gào thét" tại Chiến tranh vùng Vịnh 1991. Tiểu đoàn của ông là một phần của cú "móc trái" nổi tiếng dẫn đến sự thất bại của Quân đội Iraq. Vì hành động của mình, Esper đã được trao tặng một Sao đồng, Huy hiệu Chiến sĩ bộ binh và nhiều huy chương phục vụ khác nhau. Sau đó, ông đã lãnh đạo một Đại đội súng trường trên không ở châu Âu và từng là một quân nhân tại Lầu năm góc. Esper đã làm nhiệm vụ tích cực trong hơn mười năm trước khi chuyển sang Lực lượng Vệ binh Quốc gia Quân đội Columbia và sau đó là Cục Dự trữ Quân đội, tăng lên cấp bậc trung tá. Esper là đã đượng thưởng Huân chương của Bộ Quốc phòng về Dịch vụ Công cộng Xuất sắc. Trong số các giải thưởng và trang trí quân sự của ông có Quân đoàn Công trạng, Huân chương Sao đồng, Huân chương Giải phóng Kuwait, Huân chương Giải phóng Kuwait - Ả Rập Saudi và Huy hiệu Bộ binh Chiến đấu.
Esper là giám đốc nhân viên tại Heritage Foundation, một nhóm chuyên gia tư tưởng bảo thủ, từ năm 1996 đến năm 1998. Từ năm 1998 đến 2002, Esper là nhân viên chuyên nghiệp cao cấp cho Ủy ban Đối ngoại Thượng viện và Ủy ban Chính phủ Thượng viện. Ông cũng là một cố vấn chính sách cao cấp và giám đốc lập pháp cho thượng nghị sĩ Hoa Kỳ Chuck Hagel. Ông là giám đốc chính sách cho Ủy ban Dịch vụ Vũ trang Hạ viện từ năm 2001 đến 2002. Từ 2002 đến 2004, Esper phục vụ trong chính quyền George W. Bush với tư cách là phó Bộ trưởng quốc phòng về chính sách đàm phán, nơi ông chịu trách nhiệm cho một loạt các vấn đề không phổ biến, kiểm soát vũ khí và an ninh quốc tế. Ông là giám đốc về các vấn đề an ninh quốc gia cho Thượng viện Hoa Kỳ dưới thời lãnh đạo đa số Thượng viện Bill Frist từ năm 2004 đến 2006.
Esper là phó chủ tịch điều hành tại Hiệp hội công nghiệp hàng không vũ trụ năm 2006 và 2007. Từ tháng 9 năm 2007 đến tháng 2 năm 2008, Esper là giám đốc chính sách quốc gia cho Thượng nghị sĩ Fred Thompson trong chiến dịch tranh cử tổng thống năm 2008 của ông. Từ 2008 đến 2010, Esper giữ chức phó chủ tịch điều hành của Trung tâm sở hữu trí tuệ toàn cầu và phó chủ tịch châu Âu và Âu Á tại Phòng thương mại Hoa Kỳ. Ông được thuê làm phó chủ tịch quan hệ chính phủ tại nhà thầu quốc phòng Raytheon vào tháng 7 năm 2010. Esper được The Hill công nhận là nhà vận động hành lang hàng đầu của công ty vào năm 2015  và 2016.